# Акцентований вислів
Акценто́ваний ви́слів — стилістичний зворот, фраза, якій автор надає особливого значення і яка розкриває важливу рису характеру чи поведінки персонажа. Як правило, вжитий у загальному «потоці» виокремлюється в речення, інколи декілька разів повторюється. Часто акцентований вислів стає художньою деталлю.

## Приклад
Наприклад, у повісті-хроніці Івана Нечуя-Левицького «Старосвітські батюшки та матушки» Мельхиседекова дружина Марта Тарасівна, випрошуючи кращий посаг для Балабухи, так каже Терлецьким:
|  | "Гуска, моя свашко, в господарстві — то свята худоба, все одно, що вівця або свиня, вибачай те в цім слові: з неї м'ясце, з неї смалець, з неї пір'я, з неї й пух, з неї яйця, з неї сир, з неї молоко, з неї вовна, з неї ковбаса..." Сваха замовкла, бо догадалась, що вже геть-то вбрехалась. Вона стулила рота, як тільки дійшла до ковбаси, бо догадалась, що ковбаси зовсім не стосуються до гуски |

Акцентований вислів у цьому уривку є фраза про ковбаси. Вона виокремлена, а слово «ковбаси» вжито тричі з метою звернути увагу на нещиру, забалакувальну незграбність вислову жінки. Коли свати вийшли з дому Терлецьких, чоловік зауважив:
|  | Але ж і ти, Марто, й справді велика брехуха, — вже дуже розпускала язика!.. Де ж таки плести таке, що з гуски сир, і молоко, й вовна, ще й ковбаси |

Повтор цієї акцентації у модифікованому вигляді акцентує на гумористичному забарвленні сватання Балабухи і додає сутнісну рису до характеристики Марти Тарасівни. Акцентований вислів в іншому уривку з цього самого твору як у прямому значенні, так і підтекстуально акцентує на скнарості Терлецьких під час весілля:
|  | Вже в глупу північ почали накривати столи. На столах понаставляли багато тарілок, багато стаканів та чарок, а наїдків та напоїв було трохи, та й те панки та урядники швидко розхапали. Батюшки та матушки встали з-за столу голодними й зовсім не п'яними, проти старого весільного звичаю. — Ой сестро, я зовсім голодна! — тихо шепотіла Марта до Балабушихи. — Цить, сестро, бо й я голодна, — обізвалась Балабушиха, — буду довго пам'ятати синове весілля. Нехай же приїдуть до мене свати! Я їм покажу, як вітати гостей! Я їх і нагодую, й напою. Од мене не поїдуть голодними та тверезими. — Їдьмо додому! — зашепотів старий Балабуха до жінки, — цур йому, цьому весіллю. — Їдьмо, — промовила Балабушиха, — бо, здається, більше вже нічим не покрепимось, — хіба танцями та музиками. Коли б лишень Терлецький не обділив і сина таким приданим, як нас оцією вечерею |

Вживання акцентованого вислову вимагає від автора відчуття міри та уважності і не має нічого спільного з недоцільним, бездумним накопиченням зайвих слів чи висловів.